# Cerreto d’Asti
Cerreto d’Asti (piemontiul: Srèj d'Ast) település Olaszországban, Piemont régióban, Asti megyében. Lakosainak száma 217 fő (2023. január 1.). Cerreto d’Asti Capriglio, Passerano Marmorito és Piovà Massaia községekkel határos.

## Népesség
A település lakossága az elmúlt években az alábbi módon változott:
| Lakosok száma | 228  | 229  | 217  |
|               | 2017 | 2018 | 2023 |